# Patrik Pařízek
Patrik Pařízek (* 22. srpna 1988 Praha) je český výtvarník, historik umění, muzejní kurátor a pedagog.

## Život
Jako doktorand Katedry dějin umění FF Univerzity Palackého v Olomouci se specializoval na umělecko-řemeslné zpracování historických hodin. Absolvoval studium výtvarné výchovy na Pedagogické fakultě Západočeské univerzity v Plzni.
V berounském Muzeu Českého krasu připravoval v letech 2004–2015 doprovodné programy a výstavy pro dětské i dospělé návštěvníky. Své výtvarné práce představil na výstavách v Berouně (2006–2010, 2012) i v polském partnerském městě Brzeg (2008, 2010) a ve městě Petrzyków (2008). Maluje obrazy, tvoří menší skulptury ze dřeva nebo keramiky, vytváří asambláže a amatérsky restauruje. „Do některých svých výtvorů se snažím skrýt humorný podtext, protože jsem přesvědčen o tom, že návštěva výstavy by neměla unudit, ale především potěšit,“ komentuje svůj autorský přístup k výtvarnému umění Patrik Pařízek.
Zapojil se do projektu European STREET GALLERY, kde prezentoval olej na plátně s názvem „Akt“, jež vznikl v roce 2008 a je nyní zařazen v soukromé sbírce. Obraz svou formou záměrně připomíná techniku a práci starých mistrů, námět je však ryze osobní a současný.
V rámci diplomové práce sestavil katalog existujících časoměrných přístrojů, které na přelomu 18. a 19. století vyráběla v Berouně a později v Mělníce rodina Engelbrechtů. Je také autorem výstav „Hodiny ze Schwarzwaldu“, „Svět mechanické hudby“ a "Duše plná koleček", které putují po České republice. Aktivně se podílí na činnosti Klubu přátel mechanické hudby při Technickém muzeu v Brně.
V roce 2011 založil tradici recesistických setkání Čekání na tramvaj, která trvá dodnes.
Od roku 2017 vede kurzy pro starožitníky v rámci Rudolfínské Akademie a lekce dějin umění na Střední pedagogické škole v Berouně. Od roku 2018 pracuje v Národním technickém muzeu v Praze, kde se stal roku 2019 kurátorem strojírenských sbírek. Od roku 2019 se podílí na vzdělávací činnosti Akademie Mozarteum. V roce 2019 spoluzakládal obchod se starožitnostmi Clock Gallery v centru Prahy. Téma starožitných hodin a starých hodinek popularizuje prostřednictvím vzdělávacích pořadů, například Clock Gallery na cestách a Clock Gallery Snídaně. Od roku 2020 popularizuje používání přenosných slunečních hodin.

### Publikace
- Pařízek, Patrik. České a moravské historické hodiny 18. a 19. století. – Diplomová práce (Ph.D.). Olomouc: Univerzita Palackého v Olomouci, Filozofická fakulta, 2022.
- Pařízek, Patrik. Johann a Anton Engelbrechtové – tvůrci přenosných a skříňkových hodin z konce 18. a počátku 19. století. – Diplomová práce (Mgr.). Plzeň: Západočeská univerzita v Plzni, Katedra výtvarné výchovy, 2012.

### Katalogy
- Pařízek, Patrik. Katalog přenosných slunečních hodin Engelbrechtů (on-line).

### Příspěvky ve sbornících
- Pařízek, Patrik. “Heilige Flasinetalia”. Die vergessene Schutzpatronin der Straßenkünstler, in: Der Leierkasten 74/2023, Internationale Drehorgelfreunde Berlin e. V, S. 39. ISSN 0940-466X.
- Pařízek, Patrik. Jan Kment (*16. 11. 1943 – +14. 12. 2021). Zpravodaj Společnosti přátel starožitných hodin 38/2023.
- Pařízek, Patrik. Pohyblivé mechanické figury na světských stavbách v České republice. Zpravodaj Společnosti přátel starožitných hodin 35/2020, s. 6-11.
- Pařízek, Patrik. Astronomické a geografické hodiny Johanna Kleina. Rozpravy NTM: Z dějin geodézie a kartografie. Praha: Národní technické muzeum, 2016, s. 291-298.
- Pařízek, Patrik. Nové poznatky o hodinách berounských Engelbrechtů. Rozpravy NTM: Z dějin geodézie a kartografie. Praha: Národní technické muzeum, 2015, s. 271-282.
- Pařízek, Patrik. Mechanické automatofonické nástroje ve sbírkách Muzea Českého krasu. Český kras XL/2014. Beroun: Muzeum Českého krasu, 2015.
- Pařízek, Patrik. Celodřevěné lihýřové hodiny ve sbírkách Vlastivědného muzea v Šumperku. Vlastivědný sborník Severní Morava. Šumperk: Vlastivědné muzeum v Šumperku, 2014.
- Pařízek, Patrik. Švarcvaldské hodiny ve sbírkách Muzea Českého krasu. Český kras XXXIX/2013. Beroun: Muzeum Českého krasu v Berouně, 2013, str. 51-59.
- Pařízek, Patrik. Nejen o berounském meisterstücku Antona Engelbrechta. Český kras XXXVIII/2012. Beroun: Muzeum Českého krasu v Berouně, 2013, str. 24-26.